# Trithuria
Trithuria es un género de pequeñas hierbas acuáticas perteneciente a la familia de las hidateláceas. Recientemente el género Hydatella fue incluido en Trithuria. Es originario de India, Australia y Nueva Zelanda. Comprende 12 especies descritas y aceptadas.

## Descripción
Estas son plantas diminutas, como el musgo, estas plantas acuáticas son los parientes vivos más cercanos de los nenúfares y sus aliados.

## Taxonomía
El género fue descrito por Joseph Dalton Hooker y publicado en Flora Tasmaniae 2: 78. 1858. La especie tipo es: Trithuria submersa Hook.f.	

## Especies aceptadas
A continuación se brinda un listado de las especies del género Trithuria aceptadas hasta mayo de 2014, ordenadas alfabéticamente. Para cada una se indica el nombre binomial seguido del autor, abreviado según las convenciones y usos.  
- Trithuria austinensis D.D.Sokoloff, Remizowa, T.D.Macfarl. & Rudall
- Trithuria australis (Diels) D.D.Sokoloff, Remizowa, T.D.Macfarl. & Rudall
- Trithuria bibracteata Stapf ex D.A.Cooke
- Trithuria cookeana D.D.Sokoloff, Remizowa, T.D.Macfarl. & Rudall
- Trithuria cowieana D.D.Sokoloff, Remizowa, T.D.Macfarl. & Rudall
- Trithuria filamentosa Rodway
- Trithuria inconspicua Cheeseman
- Trithuria konkanensis S.R.Yadav & Janarth.
- Trithuria lanterna D.A.Cooke
- Trithuria occidentalis Benth.
- Trithuria polybracteata D.A.Cooke ex D.D.Sokoloff, Remizowa, T.D.Macfarl. & Rudall
- Trithuria submersa Hook.f.